# Olha Kobylanśka
Olha Julianiwna Kobylanśka (Olga Kobylańska, ukr. Ольга Юліанівна Кобилянська; ur. 27 listopada 1863 w Gura Humorului, zm. 21 marca 1942 w Czerniowcach) – ukraińska pisarka, publicystka, tłumaczka i działaczka feministyczna.

## Życiorys
Olha Kobylanśka urodziła się w miasteczku Gura Humorului na Bukowinie, wówczas należącej do Austrii, w wielodzietnej rodzinie drobnego urzędnika. Miała pięciu braci, którzy zostali prawnikami, nauczycielami i wojskowymi. Natomiast Olha i jej siostra miały zostać dobrymi gospodyniami i matkami. Według rodziców pisarki oraz zgodnie z niepisanymi umowami społecznymi panującymi w miasteczku, życie kobiety ograniczone było do pracy w domu i do kościoła. Dlatego Kobylanśka ukończyła tylko cztery klasy szkoły podstawowej, a dalszą edukację musiała zdobywać przez samokształcenie.
Od dzieciństwa – poprzez kontakt z wieloetniczną ludnością miejscową – miała styczność z językiem ukraińskim, polskim i niemieckim. Jednak brak było na południowej Bukowinie ukraińskich szkół i ośrodków kulturalno-oświatowych, dlatego Kobylanśka uczęszczała do szkoły niemieckiej. Zarówno język niemiecki, jak i niemiecka kultura były bardzo istotne dla późniejszej twórczości pisarki. Jednak już od końca lat 80. XIX wieku pisarka przejawia głębsze zainteresowanie literaturą oraz kulturą ukraińską. Ojciec jako urzędnik państwowy w 1868 roku został z rodziną przeniesiony do Kimpulungu, a w 1891 roku do Czerniowców. Tam Olha mieszkała do śmierci.

## Twórczość
Jej pierwsze utwory napisane były w języku niemieckim (Hortenza, abo narys z żyttia odnijeji diwczyny, 1879; Dolia czy wolia?, 1883). Wczesne utwory Kobylanśkiej, takie jak Maliunok z narodnoho żyttia na Bukowyni (1885), Wydywo (1885) czy Liudyna z narodu (1886), traktowane są współcześnie jako źródło wiedzy na temat życia mieszczańskiej inteligencji. W 1894 roku Kobylanśka była jedną z inicjatorek powstania Towarzystwa Ruskich Kobiet na Bukowinie (Towarystwo ruśkych żinok na Bukowyni). Cel działalności ruchu zawarła w broszurze Deszczo pro ideju żinoczoho ruchu, w której wskazywała na ciężkie położenie kobiet klasy średniej, opowiadała się za ich równouprawnieniem oraz prawem do godnego życia. We wczesnych utworach Kobylanśka, ukazując duchowy świat swoich bohaterek na tle problemów socjalnych, podkreśla ich prawo do poszukiwania własnego szczęścia Wona wyjszła zamiż, 1886; Człowiek (Liudyna, 1894); a zwłaszcza Carówna (Cariwna, 1896). W nowelach Arystokratka (1896) czy Impromptu phantasie (1895), opowiadaniu Valse melancolique (1898) oraz w powieściach Nioba (1907), Przez kładkę (Czerez kładku, 1912), Wedle sytuacji (Za sytuacijamy, 1913–1914) Kobylanśka porusza moralne problemy wykształconych kobiet, przedstawicielek ukraińskiej inteligencji i pogłębia ich psychologiczny wizerunek.
Obraz wiejskiego życia, ukazanie jego socjalno-psychologicznych oraz moralnych problemów stanowił drugi ważny wątek w twórczości pisarki. W swoich dziennikach (Szczodennyky, 1883–1891) pisarka zaświadcza o wyraźnym zainteresowaniu sprawami wsi. W noweli Żebraczka (1895) opisuje życie człowieka z ludu, który zostaje bez środków do życia i utrzymuje się z jałmużny. W 1902 roku Kobylanśka wydaje powieść Ziemia (Zemlia), która stała się jednym z najwybitniejszych utworów ukraińskiej literatury o życiu wsi. Innymi jej utworami z tego zakresu są nowele: Bank ziemski (Bank rustykalnyj, 1895), Na polach (Na poliach, 1898), U św. Iwana (U sw. Iwana, 1896), Niekulturalna (Nekulturna, 1897). W napisanych na początku lat 90. utworach (Akordy, Chrest oraz Misiać) pisarka zwraca się ku zjawiskom abstrakcyjno-symbolicznym. Realistyczne i romantyczne tendencje pisarskie Kobylanśkiej harmonizują ze sobą w jednej z najlepszych jej powieści W niedzielę rano ziele zbierała (W nediliu rano zillia kopała, 1909), opartej na historii Marusi Czuraj, która została przełożona na wiele języków (m.in. na polski i na angielski) oraz wielokrotnie była inscenizowana. Kobylanśka drukowała swoje utwory na łamach czasopism „Świat” („Swit”) oraz „Ukraińska chata” („Ukrajinśka chata”).
Twórczość Kobylanśkiej w latach 20. i 30. XX w., kiedy Bukowina znalazła się w granicach Rumunii, popadła w izolację ze względu na prześladowania, jakie skierowano przeciwko językowi i kulturze ukraińskiej. Kobylanśka nawiązała wówczas kontakt z młodzieżowym czasopismem „Promień” („Promiń”), ze lwowskim miesięcznikiem „Nowe szlaki” („Nowi szliachy”) oraz charkowskim wydawnictwem Ruch, w którym w latach 1927–1929 wyszły w dziewięciu tomach jej utwory. Twórczość Kobylanśkiej tego okresu zawiera nową, wojenną tematykę: List skazanego żołnierza do żony (Łyst zasudżenoho wojaka do swojeji żinky, 1917); Nazustricz doli, (1917); Zijszow z rozumu, (1923). W niektórych z nich pisarka powraca do etycznej problematyki obecnej w jej wczesnej twórczości, na przykład motyw zgubnego wpływu ziemi jako własności zawarty w Zemli kontynuowany jest w utworze Wilczyca (Wowczycha, 1923). W tym czasie Kobylanśka ulega wpływom symbolizmu, który pojawia się w utworach z lat 1920–1930, takich jak Sen (Snyt’sia), Preswiata bohorodyce, pomyłuj nas!. W powieści Apostoł czerni (1936) pisarka w pewnym stopniu idealizuje duchowieństwo na Bukowinie. Odrębny rozdział jej twórczości stanowią wspomnienia i publicystyka napisane w czasach władzy radzieckiej.
Kobylanśka w ciągu niemal pół wieku napisała dziesiątki opowiadań, noweli, powieści, artykułów i tłumaczeń, pozostawiła również po sobie liczną korespondencję (m.in. z Łesią Ukrainką i Wasylem Stefanykiem). Duża część jej utworów powstała w języku niemieckim; w 1901 roku zebrano je w zbiorze Kleinrussische Novellen w opracowaniu graficznym Augusty Kochanowskiej.

## Polskie wydania
- Ziemia – tłum. St. Edward Bury, wyd. Instytut Wydawniczy „Pax” 1965[1]
- W niedzielę rano ziele zbierała – tłum. Maria Dolińska, wyd. Wydawnictwo Lubelskie 1981[7]
- Księżniczka – tłum. Anna Chraniuk, wyd. Poznańskie Towarzystwo im. Iwana Franki, 2022[8]

## Upamiętnienie
- W 2013 roku z okazji 150. rocznicy urodzin pisarki Ukrposzta wydała w nakładzie 170 000 znaczek o nominale 2 hrywien. Z tej okazji powstał również okolicznościowy stempel. Autorem projektu znaczka i stempla był Wasyl Wasyłenko[9].
- Od 2006 roku jest przyznawana Międzynarodowa Nagroda Literacka i Artystyczna im. Olhi Kobylanśkiej ustanowiona przez gazetę „Bukowynśke wicze” i kompleks hotelowy Bukowyna w Czerniowcach. Otrzymują ją pisarze, artyści i dziennikarze za najlepszą pracę literacką, artystyczną lub dziennikarską, lub za badania naukowe dotyczące życia ukraińskich kobiet i ich pozycji społecznej. Dyplom i nagroda pieniężna jest wręczana laureatom w dniu urodzin Kobylanśkiej[10][11].
- 21 czerwca 1954 roku Teatr w Czerniowcach otrzymał imię Olhi Kobylanśkiej[12].